# Hancockia schoeferti
Hancockia schoeferti is een slakkensoort uit de familie van de Hancockiidae. De wetenschappelijke naam van de soort is voor het eerst geldig gepubliceerd in 1999 door Schrödl.